# Juan Gris

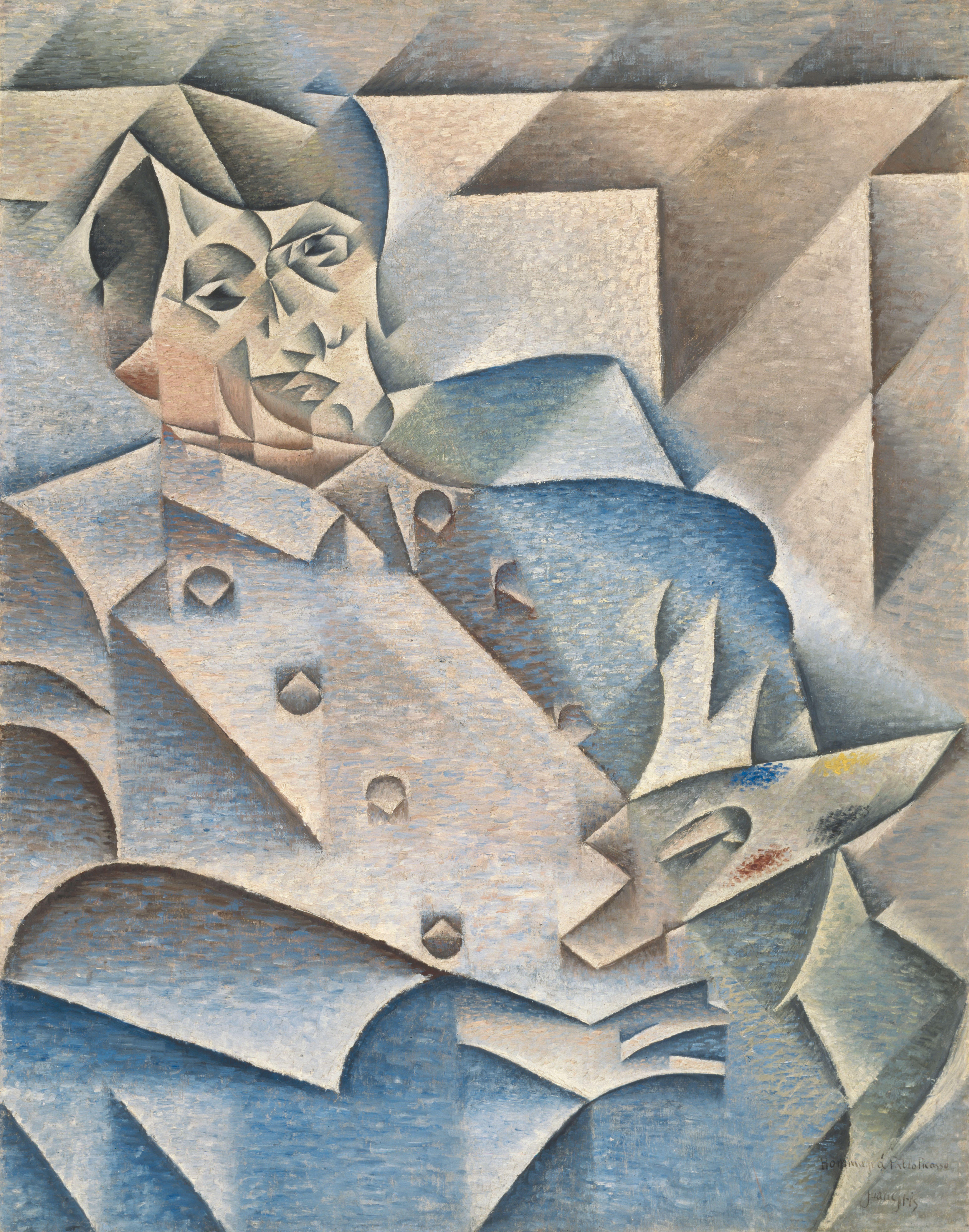
Retrato de Pablo Picasso, por Juan Gris (1912)

Juan Gris, pseudónimo de Juan José Victoriano González (Madrid,  23 de março de 1887 - Boulogne-Sur-Seine, 11 de maio de 1927), foi um dos mais famosos e versáteis pintores e escultores cubistas espanhóis. Apesar de ter falecido jovem, Juan Gris representa o expoente máximo do cubismo sintético.
Iniciou a sua formação ingressando na Real Academia de Belas-Artes de São Fernando. Após este período tornou-se aluno do pintor José Moreno Carbonero, começando também a ilustrar algumas revistas modernistas de poesia da época.
No ano de 1906, mudou-se para Paris, a "cidade-luz", centro mundial das artes. Ali conhece artistas como Guillaume Apollinaire, André Salmon, Max Jacob e, o que mais o marcou e influenciou, Pablo Picasso. Através deste último, conhece também Georges Braque.
Em 1912, passou, finalmente, a integrar o movimento cubista, tornando-se assim, conhecido em todo o mundo. Celebrou também, a sua primeira exposição individual, realizada na Galeria Sagot.
Continuou a expor o darloscentrismo de arte, até 1927, ano em que faleceu, com 40 anos de idade.